# Guérin van Senlis
Guérin van Senlis (Pont-Sainte-Maxence, ca. 1157 - 1227) was een Frans bisschop en kanselier van Frankrijk.

## Biografie
Guérin werd lid van de Orde van Sint-Jan van Jeruzalem en hij vocht onder leiding van Garnier van Nabluz mee in de Slag bij Hattin. Hij keerde later terug naar Frankrijk en werd in 1207 zegelbewaarder van Frankrijk. In 1213 werd hij bisschop van Senlis en een jaar later nam hij als legerleider deel aan de Slag bij Bouvines. Guérin had een belangrijk aandeel in deze slag als een van de trouwe adviseurs van koning Filips II van Frankrijk. Tijdens de slag was hij in staat om graaf Reinoud van Dammartin gevangen te nemen. Na de slag stichtte Guérin van Senlis de Abbaye de la Victoire ter ere van de overwinning  bij Bouvines.
In 1219 wijdde Guérin de Abdij van Chaalis in. Hij werd ook door de koning tot beheerder aangesteld van de koninklijke archieven die hij reorganiseerde. Hij was testamentair executeur van Filips II. In 1223 werd hij benoemd tot kanselier van Frankrijk. Toen koning Lodewijk VIII van Frankrijk overleed bracht hij zijn echtgenote Blanca van Castilië het droevige nieuws. Ook voor Lodewijk VIII was hij testamentair executeur. Tijdens de minderjarigheid van Lodewijk IX regeerde Guérin op wonderbaarlijke wijze over Frankrijk en voldeed hij aan de behoefte van het land volgens een chroniqueur uit die tijd. Hij overleed in 1227 en werd begraven in de abdij van Chaalis.